# Segona batalla de Cobadin
La Segona batalla de Cobadin va ser una batalla que es va lliurar del 19 al 25 d'octubre de 1916 al Front de Romania de la Primera Guerra Mundial entre les Potències Centrals, principalment el 3r Exèrcit búlgar i la Triple Entesa, representats per l'exèrcit rus-romanès de Dobrogea.
La batalla va acabar amb una victòria decisiva per a les Potències Centrals i l'ocupació del port estratègic de Constanţa i la captura del ferrocarril entre aquesta ciutat i Cernavodă.

## Conseqüències

### Batalla del delta del Danubi
Malgrat la pèrdua romanesa de la major part de Dobrudja, la victòria defensiva romanesa a Tulcea el gener de 1917, combinada amb les accions del creuer romanès Elisabeta a la desembocadura del Danubi, va assegurar el control romanès sobre tot el delta del Danubi per la resta de la guerra.